# Lysiphlebus koraiensis
Lysiphlebus koraiensis är en stekelart som beskrevs av Jaroslav Stary 2002. Lysiphlebus koraiensis ingår i släktet Lysiphlebus och familjen bracksteklar. Inga underarter finns listade i Catalogue of Life.